# Сборная Украины по американскому футболу
Сборная Украины по американскому футболу — национальная сборная, представляющая Украину на международных соревнованиях по американскому футболу. Управляющей организацией выступает Украинская лига американского футбола (УЛАФ), которая является членом Международной федерации американского футбола (ИФАФ). В последний раз украинская сборная выступала в 2017 году. Дважды в истории команда играла в полуфинале чемпионата Европы (1995, 2000).

## История
Сборная Украины впервые приняла участие в чемпионате Европы по американскому футболу в 1995 году в Австрии, где в полуфинале проиграла будущему чемпиону — Финляндии (0:37), а в матче за третье место хозяевам (0:18).
В четвертьфинале чемпионата Европы 1996 года украинская команда уступила Швеции (0:56). В октябре 1999 года украинцы провели товарищеский матч в Лос-Анджелесе против сборной штата Калифорния.
Чемпионат Европы в 2000 году Украина, укомплектованная преимущественно игроками донецких «Скифов», начала с победы над Россией (13:3), но в полуфинале оказалась слабее Германии (6:45). В 2001 году в матче в Донецке в рамках четвертьфинала европейского первенства против Швеции команда проиграла со счётом 0:48.
В мае 2014 года в Киеве состоялись сборы национальной команды, на которых собрались 45 игроков и 8 тренеров. После этого президент НФАФУ Павел Тесленко анонсировал матч против Польши в 2015 году при условии нахождения источника финансирования поездки.
Восстановление сборной Украины произошло в 2017 году. Главным тренером стал Альфонсин Вильямс, являющийся тренером киевских «Патриотов». В его тренерский штаб вошли Франк Блатери, Денис Чернев и Игорь Процких. Футболистов отбирали на драфте из 55 кандидатов. Подготовку команда провела в Белой Церкви. Единственный матч в этом составе команда сыграла 14 октября 2017 года в Ирпине против сборной Беларуси, одержав уверенную победу со счётом 41:0. Реванш должен был состояться в октябре 2020 года, но в итоге матч так и не был проведён.
В игре против Беларуси принимал участие Дмитрий Сербин, который погиб спустя пять лет во время боевых действий в рядах Вооружённых сил Украины.

## Результаты выступлений
Чемпионат Европы по американскому футболу:
- 1995 — полуфинал
- 2000 — полуфинал

## Список матчей
| № | Год  | Турнир            | Соперник  | Счёт |
| - | ---- | ----------------- | --------- | ---- |
| 1 | 1995 | Чемпионат Европы  | Финляндия | 0:37 |
| 2 | 1995 | Чемпионат Европы  | Австрия   | 0:18 |
| 3 | 1997 | Чемпионат Европы  | Швеция    | 0:56 |
| 4 | 2000 | Чемпионат Европы  | Россия    | 13:3 |
| 5 | 2000 | Чемпионат Европы  | Германия  | 6:45 |
| 6 | 2001 | Чемпионат Европы  | Швеция    | 0:48 |
| 7 | 2017 | Товарищеский матч | Беларусь  | 41:0 |